# Маузолео
Маузолео (фр. Mausoléo, корс. U Musuleu) — коммуна во Франции, находится в регионе Корсика. Департамент коммуны — Верхняя Корсика. Входит в состав кантона Бельгодер. Округ коммуны — Кальви.
Код INSEE коммуны — 2B156.

## Население
Население коммуны на 2008 год составляло 14 человек.
| 1962 | 1968 | 1975 | 1982 | 1990 | 1999 | 2008 |
| ---- | ---- | ---- | ---- | ---- | ---- | ---- |
| 64   | 67   | 49   | 38   | 14   | 11   | 14   |

## Экономика
В 2007 году среди 7 человек в трудоспособном возрасте (15—64 лет) 5 были экономически активными, 2 — неактивными (показатель активности — 71,4 %, в 1999 году было 75,0 %). Из 5 активных работали 5 человек (3 мужчины и 2 женщины), безработных не было. Среди 2 неактивных 1 человек был пенсионером, 1 был неактивным по другим причинам.

## Фотогалерея

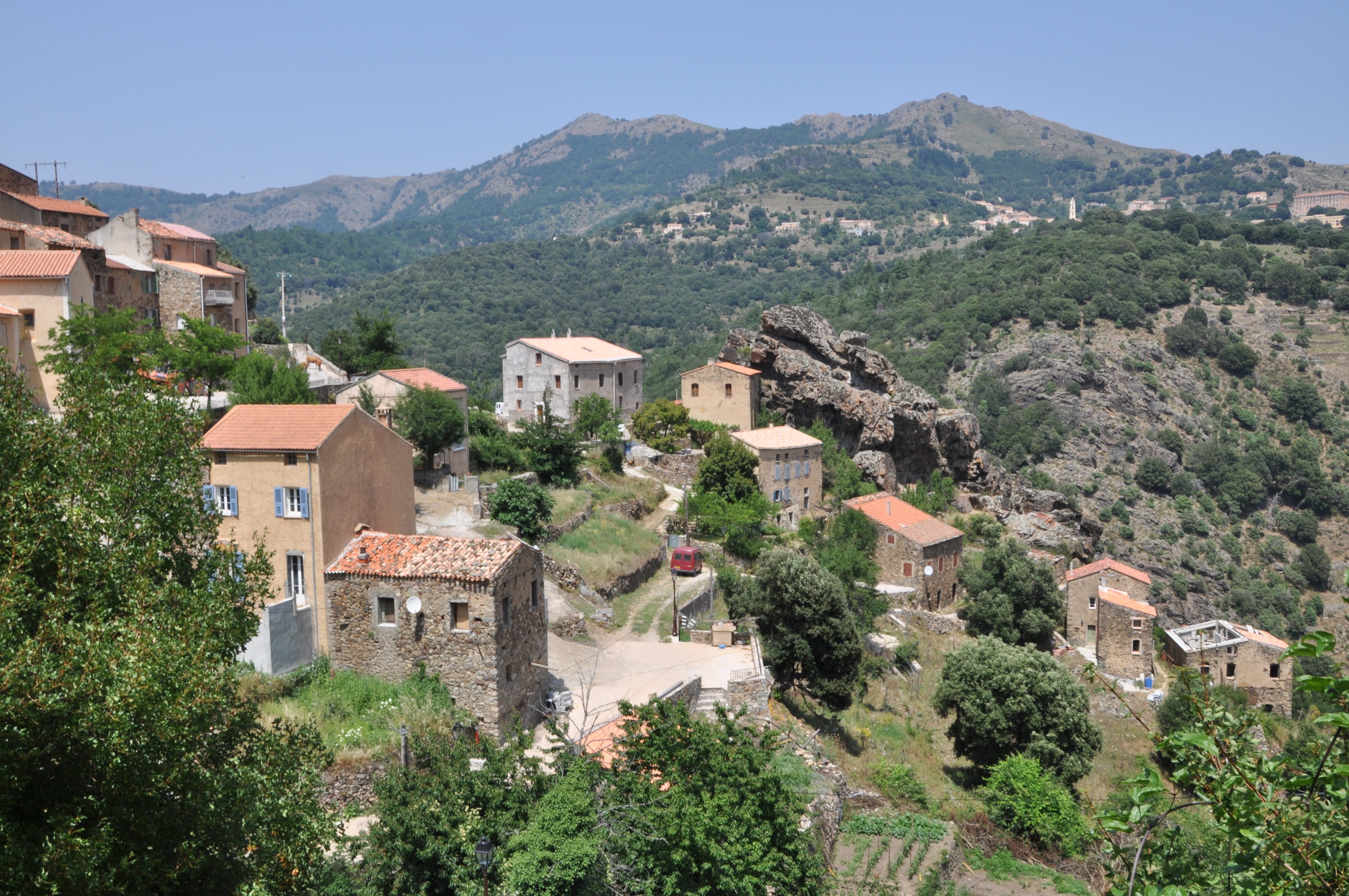
Маузолео
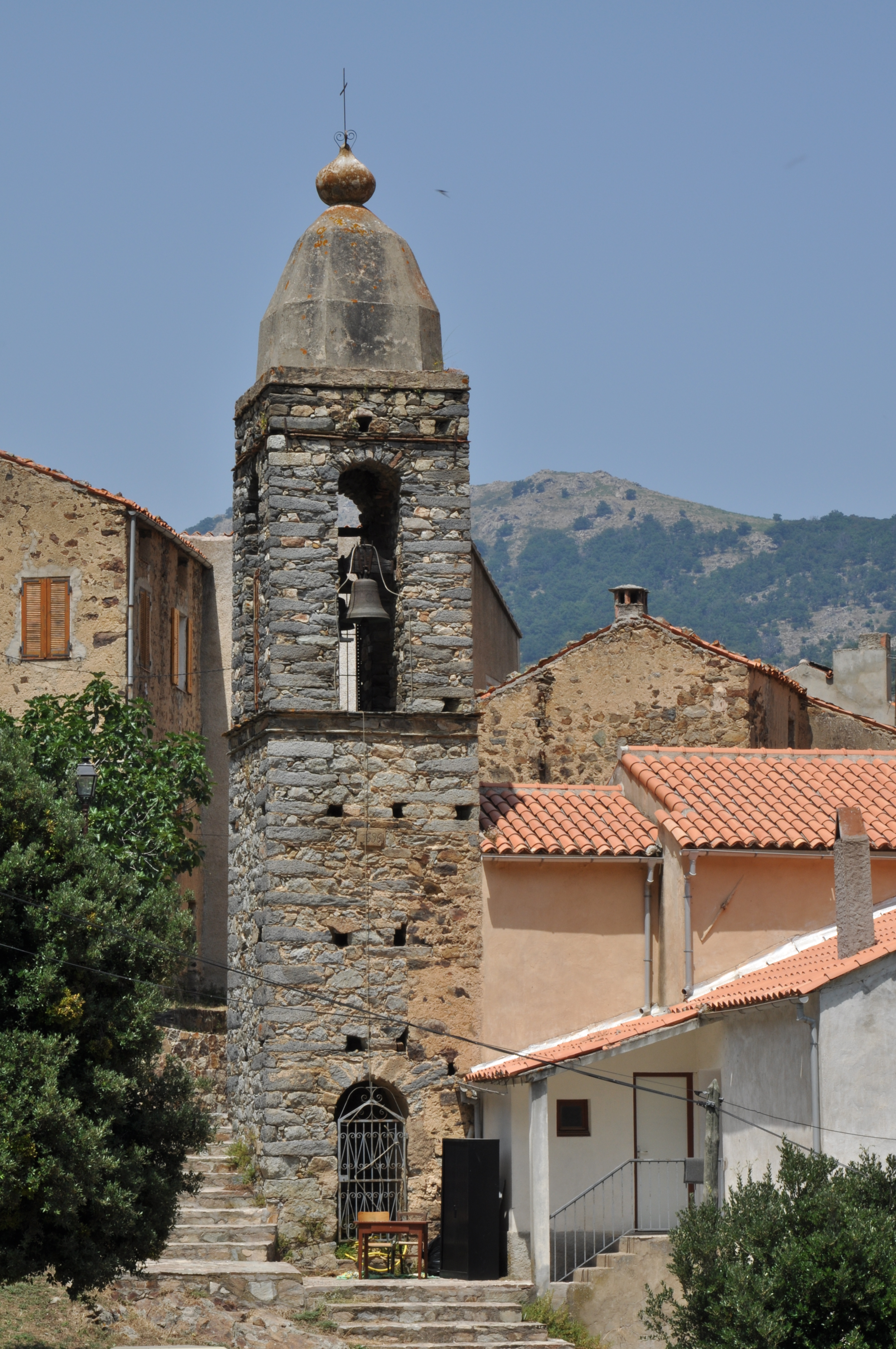
Колокольня церкви